# Monoctonus similis
Monoctonus similis är en stekelart som beskrevs av Petr Starý och Evert I. Schlinger 1967. Monoctonus similis ingår i släktet Monoctonus och familjen bracksteklar. Inga underarter finns listade i Catalogue of Life.